# Casa dei Meravigli
La casa dei Meravigli è un edificio storico di Milano, situato in via Meravigli n. 4.

## Storia e descrizione
La casa può essere divisa in tre parti: il lato sinistro è il più recentemente rimaneggiato e presenta un fronte tipicamente neoclassico con bugnato liscio al pian terreno con al piano nobile finestre decorate con timpani triangolari architravati. Il lato destro è quello che tradisce le antiche origini della casa: al pian terreno vi è un portico, oggi chiuso, sorretto da colonne di ordine tuscanico, mentre ai piani superiori vi sono balconcini in ferro battuto e finestre ogivali in cotto. Sulla destra di quest'ultima parte vi è un torre con mattoni a vista, le cui fondazioni risalgono al III secolo: la torre fu inglobata ed utilizzata come campanile per la chiesa di San Nazaro in Pietrasanta fino alla sua demolizione nei primi anni del XX secolo.